# Homo ergaster
Homo ergaster este o specie umanoidă preistorică, posibil precursor al oamenilor moderni. El a trăit în același perioadă cu Homo erectus. Homo ergaster -  ,,muncitorul’’ – specie umanoidă, subspecie a lui Homo erectus.A trăit acum 1,8 milioane ani în urmă.
Spre deosebire de H.erectus, avea chipul mai mic și mai drept, cutia craniană mai subțire, dar capacitatea craniană mai mare.